# Jarilinus mirabilis
Jarilinus mirabilis è un tetrapode estinto appartenente ai croniosuchi. Visse nel Permiano superiore (circa 257 milioni di anni fa) e i suoi resti fossili sono stati ritrovati in Russia.

## Descrizione
Benché noto solo attraverso frammenti fossili, di questo animale è possibile ipotizzarne l'aspetto grazie al confronto dei resti con quelli di animali simili. Jarilinus era probabilmente un animale simile a un piccolo coccodrillo, con un cranio lungo circa 20 - 25 centimetri e una lunghezza totale del corpo di poco superiore al metro di lunghezza. Era dotato di un cranio dal muso lungo e con caratteristiche finestre antorbitali, e di un corpo ricoperto da una corazza costituita da numerosi elementi (osteodermi) parzialmente sovrapposti. Le orbite erano ben distanziate fra loro, e la volta cranica possedeva un'ornamentazione data da numerosi fori (al contrario dell'affine Chroniosaurus). Gli osteodermi erano ornamentati da creste e solchi.

## Classificazione
I primi fossili di questo animale furono ritrovati in Russia (regione di Orenburg) e vennero descritti da Vjuschkov nel 1957; lo studioso li attribuì al genere Chroniosuchus (C. mirabilis). Solo nel 1998 Golubev riconobbe sufficienti distinzioni tra questa specie e le altre attribuite a Chroniosuchus, tali da istituire un genere a parte. Jarilinus fa parte dei croniosuchi, un gruppo di tetrapodi vissuti tra il Permiano superiore e il Triassico, forse affini agli embolomeri. Jarilinus, in particolare, sembrerebbe essere stato leggermente più derivato di Chroniosaurus, a un livello evolutivo pari a quello di Chroniosuchus o forse immediatamente ancestrale a esso.